# تجمع الشعب الفرنسي
تجمع الشعب الفرنسي (بالفرنسية: Rassemblement du peuple français) هو حزب سياسي فرنسي، أسس في 14 أبريل 1947، وحل في 13 سبتمبر 1955، يقع مقره في باريس، وقد بلغ عدد أعضائه 500,000 في 1948.

## أعضاء بارزون
- كود سباركل
- تحديث القائمة

- شارل ديغول
- جورج بومبيدو (1947 - 1955)
- أندريه مالرو
- ريمون آرون (1947 - )
- ميشال دوبريه
- جاك شابان دلماس
- مارسيل داسو (1951 - 1955)
- Pierre Kœnig
- شارل باسكوا
- Pierre Clostermann